# Liste der Staatsoberhäupter 2021
Übersicht
◄◄ | ◄ | 2017 | 2018 | 2019 | 2020 | Liste der Staatsoberhäupter 2021 | 2022 | 2023 | 2024 | 2025

Weitere Ereignisse

## Afrika
- Ägypten
  - Staatsoberhaupt: Präsident Abd al-Fattah as-Sisi (seit 2014)
  - Regierungschef: Ministerpräsident Mustafa Madbuli (seit 2018)
- Algerien
  - Staatsoberhaupt: Präsident Abdelmadjid Tebboune (seit 2019)
  - Regierungschef:
    - Ministerpräsident Abdelaziz Djerad (2019–30. Juni 2021)
    - Ministerpräsident Aymen Benabderrahmane (30. Juni 2021–2023)
- Angola
  - Staats- und Regierungschef: Präsident João Lourenço (seit 2017)
- Äquatorialguinea
  - Staatsoberhaupt: Präsident Teodoro Obiang Nguema Mbasogo (seit 1979) (bis 1982 Vorsitzender des Obersten Militärrats)
  - Regierungschef: Premierminister Francisco Pascual Obama Asue (2016–2023)
- Äthiopien
  - Staatsoberhaupt: Präsidentin Sahle-Work Zewde (2018–2024)
  - Regierungschef: Ministerpräsident Abiy Ahmed Ali (seit 2018)
- Benin
  - Staats- und Regierungschef: Präsident Patrice Talon (seit 2016)
- Botswana
  - Staats- und Regierungschef: Präsident Mokgweetsi Masisi (2018–2024)
- Burkina Faso
  - Staatsoberhaupt: Präsident Roch Marc Kaboré (2015–2022) (1994–1996 Ministerpräsident)
  - Regierungschef:
    - Ministerpräsident Christophe Dabiré (2019–10. Dezember 2021)
    - Ministerpräsident Lassina Zerbo (10. Dezember 2021–2022)
- Burundi
  - Staats- und Regierungschef: Präsident Évariste Ndayishimiye (seit 2020)
  - Regierungschef: Premierminister Alain-Guillaume Bunyoni (2020–2022)
- Dschibuti
  - Staatsoberhaupt: Präsident Ismail Omar Guelleh (seit 1999)
  - Regierungschef: Ministerpräsident Abdoulkader Kamil Mohamed (seit 2013)
- Elfenbeinküste
  - Staatsoberhaupt: Präsident Alassane Ouattara (seit 2010) (1990–1993 Premierminister)
  - Regierungschef:
    - Premierminister Hamed Bakayoko (2020–10. März 2021)
    - Premierminister Patrick Achi (10. März 2021–2023)
- Eritrea
  - Staats- und Regierungschef: Präsident Isayas Afewerki (seit 1993)
- Eswatini
  - Staatsoberhaupt: König Mswati III. (seit 1986)
  - Regierungschef:
    - Premierminister Themba Masuku (2020–16. Juli 2021)
    - Premierminister Cleopas Dlamini (16. Juli 2021–2023)
- Gabun
  - Staatsoberhaupt: Präsident Ali-Ben Bongo Ondimba (2009–2023)
  - Regierungschef: Premierministerin Rose Christiane Ossouka Raponda (2020–2023)
- Gambia
  - Staats- und Regierungschef: Präsident Adama Barrow (seit 2017)
- Ghana
  - Staats- und Regierungschef: Präsident Nana Akufo-Addo (2017–2025)
- Guinea
  - Staatsoberhaupt:
    - Präsident Alpha Condé (2010–5. September 2021)
    - Vorsitzender des Nationalen Verteidigungsrates Mamady Doumbouya (seit 5. September 2021)

  - Regierungschef:
    - Ministerpräsident Ibrahima Kassory Fofana (2018–5. September 2021)
    - Ministerpräsident Mohamed Béavogui (6. Oktober 2021–2022)
- Guinea-Bissau
  - Staatsoberhaupt: Präsident Umaro Sissoco Embaló (seit 2020) (2016–2018 Ministerpräsident)
  - Regierungschef: Ministerpräsident Nuno Gomes Nabiam (2020–2023)
- Kamerun
  - Staatsoberhaupt: Präsident Paul Biya (seit 1982)
  - Regierungschef: Ministerpräsident Joseph Dion Ngute (seit 2019)
- Kap Verde
  - Staatsoberhaupt:
    - Präsident Jorge Carlos Fonseca (2011–9. November 2021)
    - Präsident José Maria Neves (seit 9. November 2021) (2001–2016 Premierminister)

  - Regierungschef: Premierminister Ulisses Correia e Silva (seit 2016)
- Kenia
  - Staats- und Regierungschef: Präsident Uhuru Kenyatta (2013–2022)
- Komoren
  - Staats- und Regierungschef: Präsident Azali Assoumani (1999–2006, seit 2016)
- Demokratische Republik Kongo
  - Staatsoberhaupt: Präsident Félix Tshisekedi (seit 2019)
  - Regierungschef:
    - Premierminister Sylvestre Ilunga (2019–26. April 2021)
    - Premierminister Jean-Michel Sama Lukonde (26. April 2021–2024)
- Republik Kongo
  - Staats- und Regierungschef: Präsident Denis Sassou-Nguesso (1979–1992, seit 1997)
  - Regierungschef:
    - Ministerpräsident Clément Mouamba (2016–12. Mai 2021)
    - Ministerpräsident Anatole Collinet Makosso (seit 12. Mai 2021)
- Lesotho
  - Staatsoberhaupt: König Letsie III. (1990–1995, seit 1996)
  - Regierungschef: Ministerpräsident Moeketsi Majoro (seit 2020)
- Liberia
  - Staats- und Regierungschef: Präsident George Weah (2018–2024)
- Libyen
  - Staatsoberhaupt:
    - Präsident des Abgeordnetenrates Aguila Saleh Issa (2014–15. März 2021)
    - Präsidentenratsvorsitzender Mohamed al-Menfi (seit 15. März 2021)

  - Regierungschef:
    - Ministerpräsident Fayiz as-Sarradsch (2016–15. März 2021)
    - Ministerpräsident Abdul Hamid Dbeiba (15. März 2021–2022)
- Madagaskar
  - Staatsoberhaupt: Präsident Andry Rajoelina (2009–2014, 2019–2023, seit 2023)
  - Regierungschef: Ministerpräsident Christian Ntasy (seit 2018) (2023 Staatsoberhaupt)
- Malawi
  - Staats- und Regierungschef: Präsident Lazarus Chakwera (seit 2020)
- Mali
  - Staatsoberhaupt:
    - Präsident Bah N’Daw (2020–26. Mai 2021) (kommissarisch)
    - Präsident Assimi Goïta (seit 26. Mai 2021) (kommissarisch)

  - Regierungschef:
    - Ministerpräsident Moctar Ouane (2020–26. Mai 2021) (kommissarisch)
    - vakant (26. Mai 2021–2. Juni 2021)
    - Ministerpräsident Choguel Kokalla Maïga (2. Juni 2021–2022)
- Marokko
  - Staatsoberhaupt: König Mohammed VI. (seit 1999)
  - Regierungschef:
    - Ministerpräsident Saadeddine Othmani (2017–10. September 2021)
    - Ministerpräsident Aziz Akhannouch (seit 10. September 2021)
- Mauretanien
  - Staatsoberhaupt: Präsident Mohamed Ould Ghazouani (seit 2019)
  - Regierungschef: Ministerpräsident Mohamed Ould Bilal (2020–2024)
- Mauritius
  - Staatsoberhaupt: Präsident Prithvirajsing Roopun (2019–2024)
  - Regierungschef: Premierminister Pravind Jugnauth (2017–2024)
- Mosambik
  - Staatsoberhaupt: Präsident Filipe Nyusi (2015–2025)
  - Regierungschef: Premierminister Carlos Agostinho do Rosário (2015–2022)
- Namibia
  - Staatsoberhaupt: Präsident Hage Geingob (2015–2024) (1990–2002, 2012–2015 Premierminister)
  - Regierungschef: Premierministerin Saara Kuugongelwa-Amadhila (2015–2025)
- Niger
  - Staatsoberhaupt:
    - Präsident Mahamadou Issoufou (2011–2. April 2021)
    - Präsident Mohamed Bazoum (2. April 2021–2023)

  - Regierungschef:
    - Premierminister Brigi Rafini (2011–2. April 2021)
    - Premierminister Ouhoumoudou Mahamadou (3. April 2021–2023)
- Nigeria
  - Staats- und Regierungschef: Präsident Muhammadu Buhari (1983–1985, 2015–2023)
- Ruanda
  - Staatsoberhaupt: Präsident Paul Kagame (seit 2000)
  - Regierungschef: Ministerpräsident Édouard Ngirente (2017–2025)
- Sambia
  - Staats- und Regierungschef:
    - Präsident Edgar Lungu (2015–24. August 2021)
    - Präsident Hakainde Hichilema (seit 24. August 2021)
- São Tomé und Príncipe
  - Staatsoberhaupt:
    - Präsident Evaristo Carvalho (2016–2. Oktober 2021)
    - Präsident Carlos Vila Nova (seit 2. Oktober 2021)

  - Regierungschef: Premierminister Jorge Bom Jesus (2018–2022)
- Senegal
  - Staatsoberhaupt: Präsident Macky Sall (2012–2024) (2004–2007 Premierminister)
- Seychellen
  - Staats- und Regierungschef: Präsident Wavel Ramkalawan (seit 2020)
- Sierra Leone
  - Staats- und Regierungschef: Präsident Julius Maada Bio (seit 2018)
- Simbabwe
  - Staats- und Regierungschef: Präsident Emmerson Mnangagwa (seit 2017)
- Somalia
  - Staatsoberhaupt: Präsident Mohamed Abdullahi Mohamed (2017–2022)
  - Regierungschef: Ministerpräsident Mohamed Hussein Roble (2020–2022)
  - Somaliland (international nicht anerkannt)
    - Staats- und Regierungschef: Präsident Muse Bihi Abdi (2017–2024)
- Südafrika
  - Staats- und Regierungschef: Präsident Cyril Ramaphosa (seit 2018)
- Sudan
  - Staatsoberhaupt: Vorsitzender des Souveränen Rates Abdel Fattah Burhan (seit 2019)
  - Regierungschef: Ministerpräsident Abdalla Hamdok (2019–25. Oktober 2021, 21. November 2021–2022)
- Südsudan
  - Staats- und Regierungschef: Präsident Salva Kiir Mayardit (seit 2011)
- Tansania
  - Staatsoberhaupt:
    - Präsident John Magufuli (seit 2015–17. März 2021)
    - Präsidentin Samia Suluhu Hassan (seit 17. März 2021)

  - Regierungschef: Premierminister Kassim Majaliwa (seit 2015)
- Togo
  - Staatsoberhaupt: Präsident Faure Gnassingbé (2005, 2005–2025) (seit 2025 Premierminister)
  - Regierungschef: Premierministerin Victoire Tomegah Dogbé (2020–2025)
- Tschad
  - Staatsoberhaupt:
    - Präsident Idriss Déby (1990–20. April 2021)
    - Vorsitzender des Militärrates Mahamat Idriss Déby Itno (seit 20. April 2021)

  - Regierungschef: Premierminister Albert Pahimi Padacké (2016–2018, 26. April 2021–2022)
- Tunesien
  - Staatsoberhaupt: Präsident Kais Saied (seit 2019)
  - Regierungschef:
    - Premierminister Hichem Mechichi (2020–25. Juli 2021)
    - Premierministerin Najla Bouden Romdhan (seit 29. September 2021)
- Uganda
  - Staatsoberhaupt: Präsident Yoweri Museveni (seit 1986)
  - Regierungschef:
    - Ministerpräsident Ruhakana Rugunda (2014–14. Juni 2021)
    - Ministerpräsident Robinah Nabbanja (seit 14. Juni 2021)
- Westsahara (umstritten)
  - Staatsoberhaupt: Präsident Brahim Ghali (seit 2016) (im Exil)
  - Regierungschef: Ministerpräsident Bouchraya Hammoudi Beyoun (1993–1995, 1999–2003, seit 2020)
- Zentralafrikanische Republik
  - Staatsoberhaupt: Präsident Faustin-Archange Touadéra (seit 2016)
  - Regierungschef:
    - Ministerpräsident Firmin Ngrébada (2019–15. Juni 2021)
    - Ministerpräsident Henri-Marie Dondra (15. Juni 2021–2022)

## Amerika

### Nordamerika
- Kanada
  - Staatsoberhaupt: Königin Elisabeth II. (1952–2022)
    - Generalgouverneur:
      - Julie Payette (2017–21. Januar 2021)
      - Administrator Richard Wagner (seit 21. Januar 2021–26. Juli 2021) (kommissarisch)
      - Mary Simon (seit 26. Juli 2021)

  - Regierungschef: Premierminister Justin Trudeau (2015–2025)
- Mexiko
  - Staats- und Regierungschef: Präsident Andrés Manuel López Obrador (2018–2024)
- Vereinigte Staaten von Amerika
  - Staats- und Regierungschef:
    - Präsident Donald Trump (2017–20. Januar 2021, seit 2025)
    - Präsident Joe Biden (20. Januar 2021–2025)

### Mittelamerika
- Antigua und Barbuda
  - Staatsoberhaupt: Königin Elisabeth II. (1981–2022)
    - Generalgouverneur: Rodney Williams (seit 2014)

  - Regierungschef: Premierminister Gaston Browne (seit 2014)
- Bahamas
  - Staatsoberhaupt: Königin Elisabeth II. (1973–2022)
    - Generalgouverneur: Cornelius A. Smith (2019–2023)

  - Regierungschef:
    - Premierminister Hubert Minnis (2017–17. September 2021)
    - Premierminister Philip Davis (seit 17. September 2021)
- Barbados
  - Staatsoberhaupt:
    - Königin Elisabeth II. (1966–30. November 2021)
    - Präsidentin Sandra Mason (seit 30. November 2021)
      - Generalgouverneurin: Sandra Mason (2018–30. November 2021)

  - Regierungschef: Premierministerin Mia Amor Mottley (seit 2018)
- Belize
  - Staatsoberhaupt: Königin Elisabeth II. (1981–2022)
    - Generalgouverneur: Colville Young (1993–27. April 2021)
    - Generalgouverneurin Froyla Tzalam (seit 27. April 2021)

  - Regierungschef: Ministerpräsident Johnny Briceño (seit 2020)
- Costa Rica
  - Staats- und Regierungschef: Präsident Carlos Alvarado Quesada (2018–2022)
- Dominica
  - Staatsoberhaupt: Präsident Charles Savarin (2013–2023)
  - Regierungschef: Premierminister Roosevelt Skerrit (seit 2004)
- Dominikanische Republik
  - Staats- und Regierungschef: Präsident Luis Abinader (seit 2020)
- El Salvador
  - Staats- und Regierungschef: Präsident Nayib Bukele (2019–2023, seit 2024)
- Grenada
  - Staatsoberhaupt: Königin Elisabeth II. (1974–2022)
    - Generalgouverneurin: Cécile La Grenade (seit 2013)

  - Regierungschef: Premierminister Keith Mitchell (1995–2008, 2013–2022)
- Guatemala
  - Staats- und Regierungschef: Präsident Alejandro Giammattei (2020–2024)
- Haiti
  - Staatsoberhaupt:
    - Präsident Jovenel Moïse (2017–7. Juli 2021)
    - Premierminister Claude Joseph (7. Juli 2021–20. Juli 2021) (kommissarisch)
    - Premierminister Ariel Henry (20. Juli 2021–2024) (kommissarisch)

  - Regierungschef:
    - Premierminister Joseph Jouthe (2020–14. April 2021)
    - Premierminister Claude Joseph (14. April 2021–20. Juli 2021)
    - Premierminister Ariel Henry (20. Juli 2021–2024)
- Honduras
  - Staats- und Regierungschef: Präsident Juan Orlando Hernández (2014–2022)
- Jamaika
  - Staatsoberhaupt: Königin Elisabeth II. (1962–2022)
    - Generalgouverneur: Patrick Allen (seit 2009)

  - Regierungschef: Ministerpräsident Andrew Holness (seit 2016)
- Kuba
  - Staatsoberhaupt: Präsident Miguel Díaz-Canel (seit 2018) (2018–2019 Präsident des Ministerrates)
  - Regierungschef: Präsident des Ministerrates Manuel Marrero Cruz (seit 2019)
- Nicaragua
  - Staats- und Regierungschef: Präsident Daniel Ortega (1985–1990, seit 2007) (1979–1985 Mitglied der Regierungsjunta des nationalen Wiederaufbaus)
- Panama
  - Staats- und Regierungschef: Präsident Laurentino Cortizo (2019–2024)
- St. Kitts und Nevis
  - Staatsoberhaupt: Königin Elisabeth II. (1983–2022)
    - Generalgouverneur: Samuel Weymouth Tapley Seaton (2015–2023)

  - Regierungschef: Ministerpräsident Timothy Harris (2015–2022)
- St. Lucia
  - Staatsoberhaupt: Königin Elisabeth II. (1979–2022)
    - Generalgouverneur:
      - Neville Cenac (2018–31. Oktober 2021)
      - Cyril Errol Charles (seit 11. November 2021)

  - Regierungschef:
    - Ministerpräsident Allen Chastanet (2016–28. Juli 2021)
    - Ministerpräsident Philip Pierre (seit 28. Juli 2021)
- St. Vincent und die Grenadinen
  - Staatsoberhaupt: Königin Elisabeth II. (1979–2022)
    - Generalgouverneurin: Susan Dougan (seit 2019)

  - Regierungschef: Ministerpräsident Ralph Gonsalves (seit 2001)
- Trinidad und Tobago
  - Staatsoberhaupt: Präsidentin Paula Mae Weekes (2018–2023)
  - Regierungschef: Premierminister Keith Rowley (2015–2025)

### Südamerika
- Argentinien
  - Staats- und Regierungschef: Präsident Alberto Ángel Fernández (2019–2023)
- Bolivien
  - Staats- und Regierungschef: Präsident Luis Arce (seit 2020)
- Brasilien
  - Staats- und Regierungschef: Präsident Jair Bolsonaro (2019–2023)
- Chile
  - Staats- und Regierungschef: Präsident Sebastián Piñera (2018–2022)
- Ecuador
  - Staats- und Regierungschef:
    - Präsident Lenín Moreno (2017–24. Mai 2021)
    - Präsident Guillermo Lasso (24. Mai 2021–2023)
- Guyana
  - Staatsoberhaupt: Präsident Mohamed Irfaan Ali (seit 2020)
  - Regierungschef: Ministerpräsident Mark Phillips (seit 2020)
- Kolumbien
  - Staats- und Regierungschef: Präsident Iván Duque (2018–2022)
- Paraguay
  - Staats- und Regierungschef: Präsident Mario Abdo Benítez (2018–2023)
- Peru
  - Staatsoberhaupt:
    - Präsident Francisco Sagasti (2020–28. Juli 2021)
    - Präsident Pedro Castillo (28. Juli 2021–2022)

  - Regierungschef:
    - Ministerpräsidentin Violeta Bermúdez (2020–28. Juli 2021)
    - Ministerpräsident Guido Bellido (29. Juli 2021–6. Oktober 2021)
    - Ministerpräsidentin Mirtha Vásquez (6. Oktober 2021–2022)
- Suriname
  - Staats- und Regierungschef: Präsident Chan Santokhi (2020–2025)
  - Regierungschef: Vizepräsident Ronnie Brunswijk (2020–2025)
- Uruguay
  - Staats- und Regierungschef: Präsident Luis Alberto Lacalle Pou (2020–2025)
- Venezuela
  - Staats- und Regierungschef: Präsident Nicolás Maduro (seit 2013)

## Asien

### Ost-, Süd- und Südostasien
- Bangladesch
  - Staatsoberhaupt: Präsident Abdul Hamid (2013–2023)
  - Regierungschef: Premierministerin Hasina Wajed (1996–2001, 2009–2024)
- Bhutan
  - Staatsoberhaupt: König Jigme Khesar Namgyel Wangchuck (seit 2006)
  - Regierungschef: Ministerpräsident Lotay Tshering (2018–2023)
- Brunei
  - Staats- und Regierungschef: Sultan Hassanal Bolkiah (seit 1967)
- Republik China (Taiwan)
  - Staatsoberhaupt: Präsidentin Tsai Ing-wen (2016–2024)
  - Regierungschef: Ministerpräsident Su Tseng-chang (2006–2007, 2019–2023)
- Volksrepublik China
  - Staatsoberhaupt: Präsident Xi Jinping (seit 2013)
  - Regierungschef: Ministerpräsident Li Keqiang (2013–2023)
- Indien
  - Staatsoberhaupt: Präsident Ram Nath Kovind (2017–2022)
  - Regierungschef: Premierminister Narendra Modi (seit 2014)
- Indonesien
  - Staats- und Regierungschef: Präsident Joko Widodo (2014–2024)
- Japan
  - Staatsoberhaupt: Kaiser Naruhito (seit 2019)
  - Regierungschef:
    - Premierminister Yoshihide Suga (2020–4. Oktober 2021)
    - Premierminister Fumio Kishida (4. Oktober 2021–2024)
- Kambodscha
  - Staatsoberhaupt: König Norodom Sihamoni (seit 2004)
  - Regierungschef: Premierminister Hun Sen (1985–2023)
- Nordkorea
  - De-facto-Herrscher: Kim Jong-un (seit 2012)
  - Staatsoberhaupt: Vorsitzender des Präsidiums der Obersten Volksversammlung Choe Ryong-hae (seit 2019)
  - Regierungschef: Premierminister Kim Tok-hun (2020–2024)
- Südkorea
  - Staatsoberhaupt: Präsident Moon Jae-in (2017–2022)
  - Regierungschef:
    - Premierminister Chung Sye-kyun (2020–17. April 2021)
    - Premierminister Hong Nam-ki (17. April 2021–14. Mai 2021) (kommissarisch)
    - Premierminister Kim Boo-kyum (14. Mai 2021–2022)
- Laos
  - Staatsoberhaupt:
    - Präsident Boungnang Vorachith (2016–22. März 2021)
    - Präsident Thongloun Sisoulith (seit 22. März 2021)

  - Regierungschef:
    - Premierminister Thongloun Sisoulith (2016–22. März 2021)
    - Premierminister Phankham Viphavanh (seit 22. März 2021)
- Malaysia
  - Staatsoberhaupt: Oberster Herrscher Abdullah Shah (2019–2024)
  - Regierungschef:
    - Premierminister Muhyiddin Yassin (2020–21. August 2021)
    - Premierminister Ismail Sabri Yaakob (21. August 2021–2022)
- Malediven
  - Staats- und Regierungschef: Präsident Ibrahim Mohamed Solih (2018–2023)
- Myanmar
  - Staatsoberhaupt:
    - Präsident Win Myint (2018–1. Februar 2021)
    - Präsident Myint Swe (2018, 1. Februar 2021–2024)

  - Regierungschef:
    - Staatsberaterin Aung San Suu Kyi (2016–1. Februar 2021)
    - Ministerpräsident Min Aung Hlaing (1. Februar 2021–2025) (seit 2024 Präsident)
- Nepal
  - Staatsoberhaupt: Präsidentin Bidhya Devi Bhandari (2015–2023)
  - Regierungschef:
    - Premierminister Khadga Prasad Oli (2015–2016, 2018–13. Juli 2021, seit 2024)
    - Premierminister Sher Bahadur Deuba (1995–1997, 2001–2002, 2004–2005, 2017–2018, 13. Juli 2021–2022)
- Osttimor
  - Staatsoberhaupt: Präsident Francisco Guterres (2017–2022)
  - Regierungschef: Premierminister Taur Matan Ruak (2018–2023) (2012–2017 Präsident)
- Pakistan
  - Staatsoberhaupt: Präsident Arif Alvi (2018–2024)
  - Regierungschef: Ministerpräsident Imran Khan (2018–2022)
- Philippinen
  - Staats- und Regierungschef: Präsident Rodrigo Duterte (2016–2022)
- Singapur
  - Staatsoberhaupt: Präsidentin Halimah Yacob (2017–2023)
  - Regierungschef: Premierminister Lee Hsien Loong (2004–2024)
- Sri Lanka
  - Staatsoberhaupt: Präsident Gotabaya Rajapaksa (2019–2022)
  - Regierungschef: Premierminister Mahinda Rajapaksa (2004–2005, 2018, 2019–2022) (2005–2015 Präsident)
- Thailand
  - Staatsoberhaupt: König Maha Vajiralongkorn (seit 2016)
  - Regierungschef: Ministerpräsident Prayut Chan-o-cha (2014–2022, 2022–2023)
- Vietnam
  -     - Präsident Nguyễn Phú Trọng (2018–5. April 2021)
    - Präsident Nguyễn Xuân Phúc (seit 5. April 2021) (2016–2021 Premierminister)

  - Regierungschef:
    - Premierminister Nguyễn Xuân Phúc (2016–5. April 2021) (2021–2023 Präsident)
    - Premierminister Phạm Minh Chính (seit 5. April 2021)

### Vorderasien
- Armenien
  - Staatsoberhaupt: Präsident Armen Sarkissjan (2018–2022) (1996–1997 Ministerpräsident)
  - Regierungschef: Ministerpräsident Nikol Paschinjan (seit 2018)
- Aserbaidschan
  - Staatsoberhaupt: Präsident İlham Əliyev (seit 2003)
  - Regierungschef: Ministerpräsident Əli Əsədov (seit 2019)
  - Arzach (international nicht anerkannt)
    - Staatsoberhaupt: Präsident Arajik Harutjunjan (seit 2020)
- Bahrain
  - Staatsoberhaupt: König Hamad bin Isa Al Chalifa (seit 1999) (bis 2002 Emir)
  - Regierungschef: Ministerpräsident Salman bin Hamad bin Isa Al Chalifa (seit 2020)
- Georgien
  - Staatsoberhaupt: Präsidentin Salome Surabischwili (2018–2024)
  - Regierungschef:
    - Ministerpräsident Giorgi Gacharia (2020–22. Februar 2021)
    - Ministerpräsident Irakli Garibashvili (2013–2015, 22. Februar 2021–2024)

  - Abchasien (international nicht anerkannt)
    - Staatsoberhaupt: Präsident Aslan Bschania (seit 2020)
    - Regierungschef: Ministerpräsident Alexander Ankwab (2005–2010, seit 2020) (2011–2014 Präsident)

  - Südossetien (international nicht anerkannt)
    - Staatsoberhaupt: Präsident Anatoli Bibilow (2017–2022)
    - Regierungschef: Ministerpräsident Gennadiy Borisovich Bekoyev (2020–2022) (kommissarisch)
- Irak
  - Staatsoberhaupt: Präsident Barham Salih (2018–2022)
  - Regierungschef: Ministerpräsident Mustafa Al-Kadhimi (seit 2020)
- Iran
  - Religiöses Oberhaupt: Oberster Rechtsgelehrter Ali Chamenei (seit 1989) (1981–1989 Ministerpräsident)
  - Regierungschef:
    - Präsident Hassan Rohani (2013–3. August 2021)
    - Präsident Ebrahim Raisi (3. August 2021–2024)
- Israel
  - Staatsoberhaupt:
    - Präsident Reuven Rivlin (2014–9. Juli 2021)
    - Präsident Jitzchak Herzog (seit 9. Juli 2021)

  - Regierungschef:
    - Ministerpräsident Benjamin Netanjahu (1996–1999, 2009–13. Juni 2021, seit 2022)
    - Ministerpräsident Naftali Bennett (13. Juni 2021–2022)
- Jemen
  - Staatsoberhaupt: Präsident Abed Rabbo Mansur Hadi (2012–2022)
  - Regierungschef: Ministerpräsident Maeen Abdul Malek (2018–2024)
- Jordanien
  - Staatsoberhaupt: König Abdullah II. (seit 1999)
  - Regierungschef: Ministerpräsident Bisher Al-Khasawneh (2020–2024)
- Katar
  - Staatsoberhaupt: Emir Tamim bin Hamad Al Thani (seit 2013)
  - Regierungschef: Ministerpräsident Chalid bin Chalifa bin Abdulasis Al Thani (2020–2023)
- Kuwait
  - Staatsoberhaupt: Emir Nawaf al-Ahmad al-Dschabir as-Sabah (2020–2023)
  - Regierungschef: Ministerpräsident Sabah al-Khaled al-Hamad as-Sabah (2019–2022)
- Libanon
  - Staatsoberhaupt: Präsident: Michel Aoun (2016–2022)
  - Regierungschef:
    - Ministerpräsident Hassan Diab (2020–10. September 2021)
    - Ministerpräsident Nadschib Miqati (2005, 2011–2014, 10. September 2021–2025) (2022–2025 Staatsoberhaupt)
- Oman
  - Staats- und Regierungschef: Sultan Haitham ibn Tariq (seit 2020)
- Palästinensische Autonomiegebiete
  - Staatsoberhaupt: Präsident Mahmud Abbas (seit 2005) (2003 Ministerpräsident)
  - Regierungschef (regiert de facto nur in Westjordanland): Ministerpräsident Mohammed Schtajjeh (2019–2024)
- Saudi-Arabien
  - Staats- und Regierungschef: König Salman ibn Abd al-Aziz (seit 2015)
- Syrien
  - Staatsoberhaupt: Präsident Baschar al-Assad (2000–2024)
  - Regierungschef: Ministerpräsident Hussein Arnus (2020–2024)
- Türkei
  - Staats- und Regierungschef: Präsident Recep Tayyip Erdoğan (seit 2014) (2003–2014 Ministerpräsident)
- Vereinigte Arabische Emirate
  - Staatsoberhaupt: Präsident Chalifa bin Zayid Al Nahyan (2004–2022) (2004–2022 Emir von Abu Dhabi)
  - Regierungschef: Ministerpräsident Muhammad bin Raschid Al Maktum (seit 2006) (seit 2006 Emir von Dubai)

### Zentralasien
- Afghanistan
  - Staatsoberhaupt:
    - Präsident Aschraf Ghani (2014–15. August 2021)
    - Emir Hibatullah Achundsada (seit 15. August 2021)

  - Regierungschef: Ministerpräsident Mohammed Hassan Achund (7. September 2021–2023)
- Kasachstan
  - Staatsoberhaupt: Präsident Qassym-Schomart Toqajew (seit 2019)
  - Regierungschef: Ministerpräsident Asqar Mamin (2019–2022)
- Kirgisistan
  - Staatsoberhaupt:
    - Präsident Talant Mamytow (2020–10. Januar 2021)
    - Präsident Sadyr Dschaparow (seit 10. Januar 2021)

  - Regierungschef:
    - Ministerpräsident Artjom Nowikow (2020–3. Februar 2021)
    - Ministerpräsident Ulukbek Maripow (3. Februar 2021–12. Oktober 2021)
    - Ministerpräsident Akylbek Dschaparow (12. Oktober 2021–2024)
- Mongolei
  - Staatsoberhaupt:
    - Präsident Chaltmaagiin Battulga (2017–25. Juni 2021)
    - Präsident Uchnaagiin Chürelsüch (seit 25. Juni 2021) (2017–27. Januar 2025 Premierminister)

  - Regierungschef:
    - Premierminister Uchnaagiin Chürelsüch (2017–27. Januar 2021) (seit 25. Juni 2021 Präsident)
    - Premierminister Luwsannamsrain Ojuun-Erdene (27. Januar 2021–2025)
- Tadschikistan
  - Staatsoberhaupt: Präsident Emomalij Rahmon (seit 1992)
  - Regierungschef: Ministerpräsident Qohir Rassulsoda (seit 2013)
- Turkmenistan
  - Staats- und Regierungschef: Präsident Gurbanguly Berdimuhamedow (2006–2022) (2006–2007 kommissarisch)
- Usbekistan
  - Staatsoberhaupt: Präsident Shavkat Mirziyoyev (seit 2016)
  - Regierungschef: Ministerpräsident Abdulla Aripov (seit 2016)

## Australien und Ozeanien
- Australien
  - Staatsoberhaupt: Königin Elisabeth II. (1952–2022)
    - Generalgouverneur: David Hurley (2019–2024)

  - Regierungschef: Premierminister Scott Morrison (2018–2022)
- Cookinseln (unabhängiger Staat in freier Assoziierung mit Neuseeland)
  - Staatsoberhaupt: Königin Elisabeth II. (1965–2022)
    - Queen’s Representative: Tom Marsters (seit 2013)

  - Regierungschef: Ministerpräsident Mark Brown (seit 2020)
- Fidschi
  - Staatsoberhaupt:
    - Präsident George Konrote (2015–12. November 2021)
    - Präsident Wiliame Katonivere (12. November 2021–2024)

  - Regierungschef: Premierminister Frank Bainimarama (2007–2022) (2000, 2006–2007 Staatsoberhaupt)
- Kiribati
  - Staats- und Regierungschef: Präsident Taneti Mamau (seit 2016)
- Marshallinseln
  - Staats- und Regierungschef: Präsident David Kabua (2020–2024)
- Mikronesien
  - Staats- und Regierungschef: Präsident David Panuelo (2019–2023)
- Nauru
  - Staats- und Regierungschef: Präsident Lionel Aingimea (2019–2022)
- Neuseeland
  - Staatsoberhaupt: Königin Elisabeth II. (1952–2022)
    - Generalgouverneurin: Patsy Reddy (2016–28. September 2021)
    - Administratorin Helen Winkelmann (29. September 2021–21. Oktober 2021)
    - Generalgouverneurin Cindy Kiro (seit 21. Oktober 2021)

  - Regierungschef: Premierministerin Jacinda Ardern (2017–2023)
- Niue (unabhängiger Staat in freier Assoziierung mit Neuseeland)
  - Staatsoberhaupt: Königin Elisabeth II. (1974–2022)
    - Queen’s Representative: Generalgouverneur von Neuseeland

  - Regierungschef: Ministerpräsident Dalton Tagelagi (seit 2020)
- Palau
  - Staats- und Regierungschef:
    - Präsident Tommy Remengesau (2001–2009, 2013–21. Januar 2021)
    - Präsident Surangel Whipps (seit 21. Januar 2021)
- Papua-Neuguinea
  - Staatsoberhaupt: Königin Elisabeth II. (1975–2022)
    - Generalgouverneur: Bob Dadae (seit 2017)

  - Regierungschef: Ministerpräsident James Marape (seit 2019)
- Salomonen
  - Staatsoberhaupt: Königin Elisabeth II. (1978–2022)
    - Generalgouverneur: David Vunagi (2019–2024)

  - Regierungschef: Premierminister Manasseh Sogavare (2000–2001, 2006–2007, 2014–2017, 2019–2024)
- Samoa
  - Staatsoberhaupt: O le Ao o le Malo Vaʻaletoa Sualauvi II. (seit 2017)
  - Regierungschef:
    - Premierminister Sailele Tuilaʻepa Malielegaoi (1998–24. Mai 2021)
    - Premierministerin Naomi Mataʻafa (seit 24. Mai 2021)
- Tonga
  - Staatsoberhaupt: König Tupou VI. (seit 2012) (2000–2006 Ministerpräsident)
  - Regierungschef:
    - Premierminister Pohiva Tuʻiʻonetoa (2019–27. Dezember 2021)
    - Premierminister Siaosi Sovaleni (27. Dezember 2021–2024)
- Tuvalu
  - Staatsoberhaupt: Königin Elisabeth II. (1978–2022)
    - Generalgouverneurin: Teniku Talesi Honolulu (2019–Januar 2021)
    - Generalgouverneur Samuelu Teo (Januar 2021–28. September 2021)
    - Generalgouverneur Tofiga Vaevalu Falani (seit 28. September 2021)

  - Regierungschef: Premierminister Kausea Natano (2019–2024)
- Vanuatu
  - Staatsoberhaupt: Präsident Tallis Obed Moses (2017–2022)
  - Regierungschef: Premierminister Bob Loughman (2020–2022)

## Europa
- Albanien
  - Staatsoberhaupt: Präsident Ilir Meta (2017–2022)
  - Regierungschef: Ministerpräsident Edi Rama (seit 2013)
- Andorra
  - Kofürsten:
    - Staatspräsident von Frankreich Emmanuel Macron (seit 2017)
      - Persönlicher Repräsentant: Patrick Strzoda (2017–2024)

    - Bischof von Urgell Joan Enric Vives i Sicília (2003–2025)
      - Persönlicher Repräsentant: Josep Maria Mauri (2010–2023)

  - Regierungschef: Regierungspräsident Xavier Espot Zamora (seit 2019)
- Belarus
  - Staatsoberhaupt: Präsident Aljaksandr Lukaschenka (seit 1994)
  - Regierungschef: Ministerpräsident Raman Haloutschanka (2020–2025)
- Belgien
  - Staatsoberhaupt: König Philippe (seit 2013)
  - Regierungschef: Premierminister Alexander De Croo (2020–2025)
- Bosnien und Herzegowina
  - Hoher Repräsentant für Bosnien und Herzegowina:
    - Repräsentant Valentin Inzko (2009 bis 31. Juli 2021)
    - Repräsentant Christian Schmidt (seit 1. August 2021)

  - Staatsoberhaupt:
    - Vorsitzender des Staatspräsidiums Milorad Dodik (2018–2019, 2020–20. Juli 2021)
    - Vorsitzender des Staatspräsidiums Željko Komšić (2007–2008, 2009–2010, 2011–2012, 2013–2014, 2019–2020, 20. Juli 2021–2022, 2023–2024, seit 2025)

  - Staatspräsidium:
    - Bosniaken: Šefik Džaferović (2018–2022)
    - Kroaten: Željko Komšić (2006–2014, seit 2018)
    - Serben: Milorad Dodik (2018–2022)

  - Regierungschef: Ministerpräsident Zoran Tegeltija (2019–2023)
- Bulgarien
  - Staatsoberhaupt: Präsident Rumen Radew (seit 2017)
  - Regierungschef:
    - Ministerpräsident Bojko Borissow (2009–2013, 2014–2017, 2017–12. Mai 2021)
    - Ministerpräsident Stefan Janew (12. Mai 2021–13. Dezember 2021) (kommissarisch)
    - Ministerpräsident Kiril Petkow (13. Dezember 2021–2022)
- Dänemark
  - Staatsoberhaupt: Königin Margrethe II. (1972–2024)
  - Regierungschef: Ministerpräsidentin Mette Frederiksen (seit 2019)
  - Färöer (politisch selbstverwalteter und autonomer Bestandteil des Königreichs Dänemark)
    - Vertreter der dänischen Regierung: Reichsombudsfrau Lene Moyell Johansen (seit 2017)
    - Regierungschef: Ministerpräsident Bárður Nielsen (2019–2022)

  - Grönland (politisch selbstverwalteter und autonomer Bestandteil des Königreichs Dänemark)
    - Vertreter der dänischen Regierung: Reichsombudsfrau Mikaela Engell (2011–2022)
    - Regierungschef:
      - Ministerpräsident Kim Kielsen (2014–23. April 2021)
      - Ministerpräsident Múte B. Egede (23. April 2021–2025)
- Deutschland
  - Staatsoberhaupt: Bundespräsident Frank-Walter Steinmeier (seit 2017)
  - Regierungschef:
    - Bundeskanzlerin Angela Merkel (2005–8. Dezember 2021)
    - Bundeskanzler Olaf Scholz (8. Dezember 2021–2025)
- Estland
  - Staatsoberhaupt:
    - Präsidentin Kersti Kaljulaid (2016–11. Oktober 2021)
    - Präsident Alar Karis (seit 11. Oktober 2021)

  - Regierungschef:
    - Ministerpräsident Jüri Ratas (2016–20. Januar 2021)
    - Ministerpräsidentin Kaja Kallas (26. Januar 2021–2024)
- Finnland
  - Staatsoberhaupt: Präsident Sauli Niinistö (2012–2024)
  - Regierungschef: Ministerpräsidentin Sanna Marin (2019–2023)
- Frankreich
  - Staatsoberhaupt: Präsident Emmanuel Macron (seit 2017)
  - Regierungschef: Premierminister Jean Castex (2020–2022)
- Griechenland
  - Staatsoberhaupt: Präsidentin Katerina Sakellaropoulou (2020–2025)
  - Regierungschef: Ministerpräsident Kyriakos Mitsotakis (2019–2023, seit 2023)
- Irland
  - Staatsoberhaupt: Präsident Michael D. Higgins (seit 2011)
  - Regierungschef: Taoiseach Micheál Martin (2020–2022, seit 2025)
- Island
  - Staatsoberhaupt: Präsident Guðni Th. Jóhannesson (2016–2024)
  - Regierungschef: Premierministerin Katrín Jakobsdóttir (2017–2024)
- Italien
  - Staatsoberhaupt: Präsident Sergio Mattarella (seit 2015)
  - Regierungschef:
    - Ministerpräsident Giuseppe Conte (2018–13. Januar 2021)
    - Ministerpräsident Mario Draghi (13. Februar 2021–2022)
- Kanalinseln[1]
  - Guernsey
    - Staatsoberhaupt: Herzogin Elisabeth II. (1952–2022)
      - Vizegouverneur: Ian Corder (2016–2022)

    - Regierungschef: Präsident des Resources and Policy Committee Peter Ferbrache (2020–2023)

  - Jersey
    - Staatsoberhaupt: Herzogin Elisabeth II. (1952–2022)
      - Vizegouverneur: Stephen Dalton (2017–2022)

    - Regierungschef: Premierminister John Le Fondré (2018–2022)
- Kosovo (seit 2008 unabhängig, international von 117 von insgesamt 193 Mitgliedstaaten der Vereinten Nationen anerkannt)
  - Staatsoberhaupt:
    - Präsidentin Vjosa Osmani (2020–22. März 2021) (kommissarisch)
    - Präsident Glauk Konjufca (22. März 2021–4. April 2021) (kommissarisch)
    - Präsidentin Vjosa Osmani (seit 4. April 2021)

  - Regierungschef:
    - Ministerpräsident Avdullah Hoti (2020–22. März 2021)
    - Ministerpräsident Albin Kurti (seit 22. März 2021)
- Kroatien
  - Staatsoberhaupt: Präsident Zoran Milanović (seit 2020)
  - Regierungschef: Ministerpräsident Andrej Plenković (seit 2016)
- Lettland
  - Staatsoberhaupt: Präsident Egils Levits (2019–2023)
  - Regierungschef: Ministerpräsident Krišjānis Kariņš (2019–2023)
- Liechtenstein
  - Staatsoberhaupt: Fürst Hans-Adam II. (seit 1989)
    - Regent: Erbprinz Alois (seit 2004)

  - Regierungschef:
    - Regierungschef Adrian Hasler (2013–25. März 2021)
    - Regierungschef Daniel Risch (25. März 2021–2025)
- Litauen
  - Staatsoberhaupt: Präsident Gitanas Nausėda (seit 2019)
  - Regierungschef: Ministerpräsidentin Ingrida Šimonytė (2020–2024)
- Luxemburg
  - Staatsoberhaupt: Großherzog Henri (seit 2000) (1998–2000 Regent)
  - Regierungschef: Premierminister Xavier Bettel (2013–2023)
- Malta
  - Staatsoberhaupt: Präsident George Vella (2019–2024)
  - Regierungschef: Ministerpräsident Robert Abela (seit 2020)
- Isle of Man[1]
  - Staatsoberhaupt: Lord of Mann Elisabeth II. (1952–2022)
    - Vizegouverneur: Richard Gozney (2016–29. August 2021)
    - Vizegouverneur John Lorimer (seit 29. September 2021)

  - Regierungschef:
    - Premierminister Howard Quayle (2016–12. Oktober 2021)
    - Premierminister Alfred Cannan (seit 12. Oktober 2021)
- Moldau
  - Staatsoberhaupt: Präsidentin Maia Sandu (seit 2020)
  - Regierungschef:
    - Ministerpräsident Aureliu Ciocoi (seit 1. Januar 2021–6. August 2021) (kommissarisch)
    - Ministerpräsidentin Natalia Gavrilita (6. August 2021–2023)

  - Transnistrien (international nicht anerkannt)
    - Staatsoberhaupt: Präsident Wadim Krasnoselski (seit 2016)
    - Regierungschef: Ministerpräsident Alexander Martynow (2016–2022)
- Monaco
  - Staatsoberhaupt: Fürst Albert II. (seit 2005)
  - Regierungschef: Staatsminister Pierre Dartout (2020–2024)
- Montenegro
  - Staatsoberhaupt: Präsident Milo Đukanović (1998–2002, 2018–2023) (1991–1998, 2003–2006, 2008–2010, 2012–2016 Ministerpräsident)
  - Regierungschef: Ministerpräsident Zdravko Krivokapić (2020–2022)
- Niederlande (Land in Europa)
  - Staatsoberhaupt: König Willem-Alexander (seit 2013)
  - Regierungschef: Ministerpräsident Mark Rutte (2010–2024)
  - Curaçao (Land des Königreichs der Niederlande)
    - Vertreter der niederländischen Regierung: Gouverneurin Lucille George-Wout (seit 2013)
    - Regierungschef: 
      - Ministerpräsident Eugene Rhuggenaath (2017–14. Juni 2021)
      - Ministerpräsident Gilmar Pisas (2017, seit 14. Juni 2021)

  - Sint Maarten (Land des Königreich der Niederlande)
    - Vertreter der niederländischen Regierung: Gouverneur Eugene Holiday (2010–2022)
    - Regierungschef: Ministerpräsidentin Silveria Jacobs (2019–2024)

  - Aruba (Land des Königreich der Niederlande)
    - Vertreter der niederländischen Regierung: Gouverneur Alfonso Boekhoudt (seit 2017)
    - Regierungschef: Ministerpräsidentin Evelyn Wever-Croes (seit 2017)
- Nordmazedonien
  - Staatsoberhaupt: Präsident Stevo Pendarovski (2019–2024)
  - Regierungschef: Ministerpräsident Zoran Zaev (2017–2020, 2020–2022)
- Norwegen
  - Staatsoberhaupt: König Harald V. (seit 1991)
  - Regierungschef:
    - Ministerpräsidentin Erna Solberg (2013–14. Oktober 2021)
    - Ministerpräsident Jonas Gahr Støre (seit 14. Oktober 2021)
- Österreich
  - Staatsoberhaupt: Bundespräsident Alexander Van der Bellen (seit 2017)
  - Regierungschef:
    - Bundeskanzler Sebastian Kurz (2017–2019, 2020–11. Oktober 2021)
    - Bundeskanzler Alexander Schallenberg (11. Oktober 2021–6. Dezember 2021, 2025)
    - Bundeskanzler Karl Nehammer (6. Dezember 2021–2025)
- Polen
  - Staatsoberhaupt: Präsident Andrzej Duda (2015–2025)
  - Regierungschef: Ministerpräsident Mateusz Morawiecki (2017–2023)
- Portugal
  - Staatsoberhaupt: Präsident Marcelo Rebelo de Sousa (seit 2016)
  - Regierungschef: Ministerpräsident António Costa (2015–2024)
- Rumänien
  - Staatsoberhaupt: Präsident Klaus Johannis (2014–2025)
  - Regierungschef:
    - Ministerpräsident Florin Cîțu (2020–25. November 2021)
    - Ministerpräsident Nicolae Ciucă (2020, 25. November 2021–2023)
- Russland
  - Staatsoberhaupt: Präsident Wladimir Putin (1999–2008, seit 2012) (1999–2000, 2008–2012 Ministerpräsident)
  - Regierungschef: Ministerpräsident Michail Mischustin (seit 2020)
- San Marino
  - Staatsoberhäupter: Capitani Reggenti:
    - Alessandro Cardelli (2020–1. April 2021) und Mirko Dolcini (2020–1. April 2021)
    - Gian Carlo Venturini (1996–1997, 1. April 2021–1. Oktober 2021) und Marco Nicolini (1. April 2021–1. Oktober 2021)
    - Francesco Mussoni (2009–2010, 1. Oktober 2021–2022) und Giacomo Simoncini (1. Oktober 2021–2022)

  - Regierungschef: Außenminister Luca Beccari (seit 2020) (2014 Capitano Reggente)
- Schweden
  - Staatsoberhaupt: König Carl XVI. Gustaf (seit 1973)
  - Regierungschef:
    - Ministerpräsident Stefan Löfven (2014–30. November 2021)
    - Ministerpräsidentin Magdalena Andersson (seit 30. November 2021)
- Schweiz[2]
  - Bundespräsident Guy Parmelin (1. Januar 2021–31. Dezember 2021)
  - Bundesrat:
    - Ueli Maurer (2009–2022)
    - Simonetta Sommaruga (2010–2022)
    - Alain Berset (2012–2023)
    - Guy Parmelin (seit 2016)
    - Ignazio Cassis (seit 2017)
    - Viola Amherd (2019–2025)
    - Karin Keller-Sutter (seit 2019)
- Serbien
  - Staatsoberhaupt: Präsident Aleksandar Vučić (seit 2017)
  - Regierungschef: Ministerpräsidentin Ana Brnabić (2017–2024)
- Slowakei
  - Staatsoberhaupt: Präsidentin Zuzana Čaputová (2019–2024)
  - Regierungschef:
    - Ministerpräsident Igor Matovič (2020–31. März 2021)
    - Ministerpräsident Eduard Heger (1. April 2021–2023)
- Slowenien
  - Staatsoberhaupt: Präsident Borut Pahor (2012–2022) (2008–2012 Ministerpräsident)
  - Regierungschef: Ministerpräsident Janez Janša (2004–2008, 2012–2013, 2020–2022)
- Spanien
  - Staatsoberhaupt: König Felipe VI. (seit 2014)
  - Regierungschef: Ministerpräsident Pedro Sánchez (seit 2018)
- Tschechien
  - Staatsoberhaupt: Präsident Miloš Zeman (2013–2023) (1998–2002 Ministerpräsident)
  - Regierungschef:
    - Ministerpräsident Andrej Babiš (2017–28. November 2021)
    - Ministerpräsident Petr Fiala (seit 28. November 2021)
- Ukraine
  - Staatsoberhaupt: Präsident Wolodymyr Selenskyj (seit 2019)
  - Regierungschef: Ministerpräsident Denys Schmyhal (2020–2025)
- Ungarn
  - Staatsoberhaupt: Präsident János Áder (2012–2022)
  - Regierungschef: Ministerpräsident Viktor Orbán (1998–2002, seit 2010)
- Vatikanstadt
  - Staatsoberhaupt: Papst Franziskus (2013–2025)
  - Regierungschef:
    - Präsident des Governatorats Giuseppe Bertello (2011–1. Oktober 2021)
    - Präsident des Governatorats Fernando Vérgez Alzaga (1. Oktober 2021–2025)
- Vereinigtes Königreich
  - Staatsoberhaupt: Königin Elisabeth II. (1952–2022) (gekrönt 1953)
  - Regierungschef: Premierminister Boris Johnson (2019–2022)
- Republik Zypern
  - Staats- und Regierungschef: Präsident Nikos Anastasiadis (2013–2023)
  - Nordzypern (international nicht anerkannt)
    - Staatsoberhaupt: Präsident Ersin Tatar (seit 2020) (2019–2020 Ministerpräsident)
    - Regierungschef:
      - Ministerpräsident Ersan Saner (2020–5. November 2021)
      - Ministerpräsident Faiz Sucuoğlu (5. November 2021–2022)